# Bożanka
Bożanka (kaszb. Bòżanka, dawniej: niem. Friedrichshuld) – wieś w Polsce położona w województwie pomorskim, w powiecie bytowskim, w gminie Trzebielino.
Miejscowość jest siedzibą sołectwa 'Bożanka, w którego skład wchodzą również Broczyna, Czarnkowo, Dretyniec, Grądki Dolne i Popielewo.
W latach 1975–1998 miejscowość administracyjnie należała do województwa słupskiego.